# Pădureni (okręg Jassy)
Pădureni – wieś w Rumunii, w okręgu Jassy, w gminie Grajduri. W 2011 roku liczyła 847 mieszkańców.